# Bolangir (huyện)
Huyện Bolangir là một huyện thuộc bang Odisha, Ấn Độ. Thủ phủ huyện Bolangir đóng ở Bolangir. Huyện Bolangir có diện tích 6552 ki lô mét vuông. Đến thời điểm năm 2001, huyện Bolangir có dân số 1335760 người.